# Giro d'Itàlia de 2022
El Giro d'Itàlia de 2022 fou l'edició número 105 del Giro d'Itàlia. Es disputà entre el 6 i el 29 de maig de 2022, amb un recorregut de 3.445,6 km distribuïts en 21 etapes, dues d'elles com a contrarellotge individual. La sortida va tenir lloc a Budapest, Hongria, mentre el final era a Verona. La cursa formava part del calendari de l'UCI World Tour 2022 amb un categoria 2.UWT.
El vencedor final fou l'australià Jai Hindley (Bora-Hansgrohe), que aconseguí el liderat en la darrera etapa de muntanya, amb final al Passo Fedaia. L'equatorià Richard Carapaz (Ineos Grenadiers) i el basc Mikel Landa (Bahrain Victorious) completaren el podi. En les classificacions secundàries Arnaud Démare (Groupama-FDJ) guanyà la dels punts, Koen Bouwman (Team Jumbo-Visma) la de la muntanya, Juan Pedro López (Trek-Segafredo), líder de la general durant deu etapes, la dels joves, Mathieu van der Poel (Alpecin-Fenix) la de la combativitat, Filippo Tagliani (Drone Hopper-Androni Giocattoli) la de les metes volants i Mattia Bais (Drone Hopper-Androni Giocattoli) la de la Fuga. El Bahrain Victorious fou el millor equip.

## Recorregut
L'edició del 2022 comença a Hongria, on es disputen tres etapes. Era la 14a vegada que la sortida del Giro es feia fora d'Itàlia i primera vegada a Hongria. Aquesta sortida estava prevista inicialment per al 2020 però es va haver de modificar a causa de la pandèmia de la COVID-19. Després d'un trasllat, que serveix com a dia de descans, el gran grup disputarà dues etapes a Sicília, la primera d'elles amb final als vessants de l'Etna. Després d'un petit trasllat per l'estret de Messina, els ciclistes aniran pujant la península Itàlica cap al nord. Destaca la setena etapa, de muntanya, amb final a Potenza, i la novena, al massís dels Apenins i una una doble ascensió al Blockhaus. L'endemà de la jornada de descans, el gran grup reprèn la marxa cap al nord i el mar Adriàtic amb dues etapes relativament planes. A partir de la 15a etapa arriba la muntanya que ha de determinar el vencedor final de la cursa amb etapes als Alps i les Dolomites. Una contrarellotge individual pels carrers de Verona posarà punt-i-final a les tres setmanes de cursa.

## Equips participants
Els 18 equips UCI World Tour són automàticament convidats i obligats a prendre part de la cursa. Els dos millors equips de la categoria UCI ProTeam tenen el dret a participar-hi, però no l'obligació. El 14 de febrer l'equip Arkéa-Samsic anuncià que renunciava a prendre-hi part. A banda, l'organitzador RCS Sport, convidà a tres equips continentals professionals, el Bardiani CSF Faizanè, Eolo-Kometa i Drone Hopper-Androni Giocattoli, per acabar formant un gran grup amb 23 equips i 184 ciclistes.
| WorldTeams (18)- AG2R Citroën Team - Astana Qazaqstan Team - Bahrain Victorious - Bora-Hansgrohe - BikeExchange-Jayco - Cofidis - Team DSM - EF Education-EasyPost - Groupama-FDJ - Ineos Grenadiers - Intermarché-Wanty-Gobert Matériaux - Israel-Premier Tech - Jumbo-Visma - Lotto-Soudal - Movistar Team - Quick-Step Alpha Vinyl - Trek-Segafredo - UAE Team Emirates ProTeams (4)- Alpecin-Fenix - Bardiani-CSF-Faizanè - Drone Hopper-Androni Giocattoli - Eolo-Kometa |
| |

## Etapes
| Etapa     | Data       | Ciutats d'etapa                                                | type                      | Distància (km) | Desnivell (m) | Vencedor de l'etapa       | Líder de la general        |
| --------- | ---------- | -------------------------------------------------------------- | ------------------------- | -------------- | ------------- | ------------------------- | -------------------------- |
| 1a etapa  | 6 de maig  | Budapest – Visegrád                                            | etapa plana               | 195            | 900 m         | Mathieu van der Poel      | Mathieu van der Poel       |
| 2a etapa  | 7 de maig  | Budapest – Budapest                                            | contrarellotge individual | 9,2            | 150 m         | Simon Yates               | Mathieu van der Poel       |
| 3a etapa  | 8 de maig  | Kaposvár – Balatonfüred                                        | etapa plana               | 201            | 890 m         | Mark Cavendish            | Mathieu van der Poel       |
|           | 9 de maig  | Jornada de descans                                             | Jornada de descans        |                |               |                           |                            |
| 4a etapa  | 10 de maig | Avola – Etna                                                   | etapa de muntanya         | 172            | 3.500 m       | Lennard Kämna             | Juan Pedro López           |
| 5a etapa  | 11 de maig | Catània – Messina                                              | etapa plana               | 174            | 1.200 m       | Arnaud Démare             | Juan Pedro López           |
| 6a etapa  | 12 de maig | Palmi – Scalea                                                 | etapa plana               | 192            | 900 m         | Arnaud Démare             | Juan Pedro López           |
| 7a etapa  | 13 de maig | Diamante – Potenza                                             | etapa de mitja muntanya   | 196            | 4.510 m       | Koen Bouwman              | Juan Pedro López           |
| 8a etapa  | 14 de maig | Nàpols – Nàpols                                                | etapa accidentada         | 153            | 2.130 m       | Thomas De Gendt           | Juan Pedro López           |
| 9a etapa  | 15 de maig | Isernia – Blockhaus                                            | etapa de muntanya         | 191            | 5.000 m       | Jai Hindley               | Juan Pedro López           |
|           | 16 de maig | Jornada de descans                                             | Jornada de descans        |                |               |                           |                            |
| 10a etapa | 17 de maig | Pescara – Jesi                                                 | etapa accidentada         | 196            | 1.760 m       | Biniam Girmay             | Juan Pedro López           |
| 11a etapa | 18 de maig | Santarcangelo di Romagna – Reggio de l’Emília                  | etapa plana               | 203            | 480 m         | Alberto Dainese           | Juan Pedro López           |
| 12a etapa | 19 de maig | Parma – Gènova                                                 | etapa accidentada         | 204            | 2.600 m       | Stefano Oldani            | Juan Pedro López           |
| 13a etapa | 20 de maig | Sanremo – Cuneo                                                | etapa plana               | 150            | 1.450 m       | Arnaud Démare             | Juan Pedro López           |
| 14a etapa | 21 de maig | Santena – Torí                                                 | etapa accidentada         | 147            | 3.000 m       | Simon Yates               | Richard Carapaz Montenegro |
| 15a etapa | 22 de maig | Rivarolo Canavese – Cogne                                      | etapa de muntanya         | 177            | 3.980 m       | Giulio Ciccone            | Richard Carapaz Montenegro |
|           | 23 de maig | Jornada de descans                                             | Jornada de descans        |                |               |                           |                            |
| 16a etapa | 24 de maig | Salò – Aprica                                                  | etapa de muntanya         | 202            | 5.250 m       | Jan Hirt                  | Richard Carapaz Montenegro |
| 17a etapa | 25 de maig | Ponte di Legno – Lavarone                                      | etapa de muntanya         | 168            | 3.730 m       | Santiago Buitrago Sánchez | Richard Carapaz Montenegro |
| 18a etapa | 26 de maig | Borgo Valsugana – Treviso                                      | etapa plana               | 156            | 1.150 m       | Dries De Bondt            | Richard Carapaz Montenegro |
| 19a etapa | 27 de maig | Marano Lagunare – Santuario della Beata Vergine di Castelmonte | etapa de mitja muntanya   | 178            | 3.230 m       | Koen Bouwman              | Richard Carapaz Montenegro |
| 20a etapa | 28 de maig | Belluno – Marmolada                                            | etapa de muntanya         | 168            | 4.490 m       | Alessandro Covi           | Jai Hindley                |
| 21a etapa | 29 de maig | Verona – Verona                                                | contrarellotge individual | 17,4           | 280 m         | Matteo Sobrero            | Jai Hindley                |

## Classificacions finals

### Classificació general
| \| Classificació general \| Classificació general \| Classificació general \| Classificació general \| Classificació general \| \| Corredor \| Corredor \| Equip \| Temps \| \| \| --------------------- \| ----------------------------- \| ---------------------------------- \| --------------------- \| --------------------- \| \| 1r \| Jai Hindley \| Bora-Hansgrohe \| 86h 31' 14" \| \| \| 2n \| Richard Carapaz Montenegro \| Ineos Grenadiers \| + 1' 18" \| \| \| 3r \| Mikel Landa Meana \| Bahrain Victorious \| + 3' 24" \| \| \| 4t \| Vincenzo Nibali \| Astana Qazaqstan Team \| + 9' 02" \| \| \| 5è \| Peio Bilbao López de Armentia \| Bahrain Victorious \| + 9' 14" \| \| \| 6è \| Jan Hirt \| Intermarché-Wanty-Gobert Matériaux \| + 9' 28" \| \| \| 7è \| Emanuel Buchmann \| Bora-Hansgrohe \| + 13' 19" \| \| \| 8è \| Domenico Pozzovivo \| Intermarché-Wanty-Gobert Matériaux \| + 17' 29" \| \| \| 9è \| Hugh Carthy \| EF Education-EasyPost \| + 17' 54" \| \| \| 10è \| Juan Pedro López \| Trek-Segafredo \| + 18' 40" \| \| \| 11è \| Alejandro Valverde Belmonte \| Movistar Team \| + 23' 24" \| \| \| 12è \| Santiago Buitrago Sánchez \| Bahrain Victorious \| + 24' 23" \| \| \| 13è \| Lucas Hamilton \| BikeExchange-Jayco \| + 28' 02" \| \| \| 14è \| Guillaume Martin \| Cofidis \| + 28' 37" \| \| \| 15è \| Lorenzo Fortunato \| Eolo-Kometa \| + 33' 15" \| \| \| 16è \| Pàvel Sivakov \| Ineos Grenadiers \| + 41' 43" \| \| \| 17è \| Wilco Kelderman \| Bora-Hansgrohe \| + 41' 45" \| \| \| 18è \| Thymen Arensman \| Team DSM \| + 42' 31" \| \| \| 19è \| Lennard Kämna \| Bora-Hansgrohe \| + 43' 58" \| \| \| 20è \| Sam Oomen \| Jumbo-Visma \| + 1h 04' 22" \| \| |                               |                                    |              |
| |                               |                                    |              |
| Font: ProCyclingStats |                               |                                    |              |
| Classificació general |                               |                                    |              |
| Corredor | Corredor                      | Equip                              | Temps        |
| 1r | Jai Hindley                   | Bora-Hansgrohe                     | 86h 31' 14"  |
| 2n | Richard Carapaz Montenegro    | Ineos Grenadiers                   | + 1' 18"     |
| 3r | Mikel Landa Meana             | Bahrain Victorious                 | + 3' 24"     |
| 4t | Vincenzo Nibali               | Astana Qazaqstan Team              | + 9' 02"     |
| 5è | Peio Bilbao López de Armentia | Bahrain Victorious                 | + 9' 14"     |
| 6è | Jan Hirt                      | Intermarché-Wanty-Gobert Matériaux | + 9' 28"     |
| 7è | Emanuel Buchmann              | Bora-Hansgrohe                     | + 13' 19"    |
| 8è | Domenico Pozzovivo            | Intermarché-Wanty-Gobert Matériaux | + 17' 29"    |
| 9è | Hugh Carthy                   | EF Education-EasyPost              | + 17' 54"    |
| 10è | Juan Pedro López              | Trek-Segafredo                     | + 18' 40"    |
| 11è | Alejandro Valverde Belmonte   | Movistar Team                      | + 23' 24"    |
| 12è | Santiago Buitrago Sánchez     | Bahrain Victorious                 | + 24' 23"    |
| 13è | Lucas Hamilton                | BikeExchange-Jayco                 | + 28' 02"    |
| 14è | Guillaume Martin              | Cofidis                            | + 28' 37"    |
| 15è | Lorenzo Fortunato             | Eolo-Kometa                        | + 33' 15"    |
| 16è | Pàvel Sivakov                 | Ineos Grenadiers                   | + 41' 43"    |
| 17è | Wilco Kelderman               | Bora-Hansgrohe                     | + 41' 45"    |
| 18è | Thymen Arensman               | Team DSM                           | + 42' 31"    |
| 19è | Lennard Kämna                 | Bora-Hansgrohe                     | + 43' 58"    |
| 20è | Sam Oomen                     | Jumbo-Visma                        | + 1h 04' 22" |

### Classificacions secundàries
| Classificació per punts | Classificació per punts | Classificació per punts         | Classificació per punts | Classificació per punts |
| Corredor                | Corredor                | Equip                           | Punts                   |                         |
| ----------------------- | ----------------------- | ------------------------------- | ----------------------- | ----------------------- |
| 1r                      | Arnaud Démare           | Groupama-FDJ                    | 254 pts                 |                         |
| 2n                      | Fernando Gaviria Rendón | UAE Team Emirates               | 136 pts                 |                         |
| 3r                      | Mark Cavendish          | Quick-Step Alpha Vinyl          | 132 pts                 |                         |
| 4t                      | Mathieu van der Poel    | Alpecin-Fenix                   | 105 pts                 |                         |
| 5è                      | Alberto Dainese         | Team DSM                        | 95 pts                  |                         |
| 6è                      | Dries De Bondt          | Alpecin-Fenix                   | 83 pts                  |                         |
| 7è                      | Simone Consonni         | Cofidis                         | 73 pts                  |                         |
| 8è                      | Phil Bauhaus            | Bahrain Victorious              | 72 pts                  |                         |
| 9è                      | Koen Bouwman            | Jumbo-Visma                     | 71 pts                  |                         |
| 10è                     | Filippo Tagliani        | Drone Hopper-Androni Giocattoli | 70 pts                  |                         |

| Classificació per punts | Classificació per punts | Classificació per punts         | Classificació per punts | Classificació per punts |
| Corredor                | Corredor                | Equip                           | Punts                   |                         |
| ----------------------- | ----------------------- | ------------------------------- | ----------------------- | ----------------------- |
| 1r                      | Arnaud Démare           | Groupama-FDJ                    | 254 pts                 |                         |
| 2n                      | Fernando Gaviria Rendón | UAE Team Emirates               | 136 pts                 |                         |
| 3r                      | Mark Cavendish          | Quick-Step Alpha Vinyl          | 132 pts                 |                         |
| 4t                      | Mathieu van der Poel    | Alpecin-Fenix                   | 105 pts                 |                         |
| 5è                      | Alberto Dainese         | Team DSM                        | 95 pts                  |                         |
| 6è                      | Dries De Bondt          | Alpecin-Fenix                   | 83 pts                  |                         |
| 7è                      | Simone Consonni         | Cofidis                         | 73 pts                  |                         |
| 8è                      | Phil Bauhaus            | Bahrain Victorious              | 72 pts                  |                         |
| 9è                      | Koen Bouwman            | Jumbo-Visma                     | 71 pts                  |                         |
| 10è                     | Filippo Tagliani        | Drone Hopper-Androni Giocattoli | 70 pts                  |                         |

| Classificació de la muntanya | Classificació de la muntanya | Classificació de la muntanya       | Classificació de la muntanya | Classificació de la muntanya |
| Corredor                     | Corredor                     | Equip                              | Punts                        |                              |
| ---------------------------- | ---------------------------- | ---------------------------------- | ---------------------------- | ---------------------------- |
| 1r                           | Koen Bouwman                 | Jumbo-Visma                        | 294 pts                      |                              |
| 2n                           | Giulio Ciccone               | Trek-Segafredo                     | 163 pts                      |                              |
| 3r                           | Alessandro Covi              | UAE Team Emirates                  | 102 pts                      |                              |
| 4t                           | Diego Rosa                   | Eolo-Kometa                        | 94 pts                       |                              |
| 5è                           | Davide Formolo               | UAE Team Emirates                  | 87 pts                       |                              |
| 6è                           | Jai Hindley                  | Bora-Hansgrohe                     | 78 pts                       |                              |
| 7è                           | Lennard Kämna                | Bora-Hansgrohe                     | 78 pts                       |                              |
| 8è                           | Santiago Buitrago Sánchez    | Bahrain Victorious                 | 71 pts                       |                              |
| 9è                           | Richard Carapaz Montenegro   | Ineos Grenadiers                   | 65 pts                       |                              |
| 10è                          | Jan Hirt                     | Intermarché-Wanty-Gobert Matériaux | 57 pts                       |                              |

| Classificació de la muntanya | Classificació de la muntanya | Classificació de la muntanya       | Classificació de la muntanya | Classificació de la muntanya |
| Corredor                     | Corredor                     | Equip                              | Punts                        |                              |
| ---------------------------- | ---------------------------- | ---------------------------------- | ---------------------------- | ---------------------------- |
| 1r                           | Koen Bouwman                 | Jumbo-Visma                        | 294 pts                      |                              |
| 2n                           | Giulio Ciccone               | Trek-Segafredo                     | 163 pts                      |                              |
| 3r                           | Alessandro Covi              | UAE Team Emirates                  | 102 pts                      |                              |
| 4t                           | Diego Rosa                   | Eolo-Kometa                        | 94 pts                       |                              |
| 5è                           | Davide Formolo               | UAE Team Emirates                  | 87 pts                       |                              |
| 6è                           | Jai Hindley                  | Bora-Hansgrohe                     | 78 pts                       |                              |
| 7è                           | Lennard Kämna                | Bora-Hansgrohe                     | 78 pts                       |                              |
| 8è                           | Santiago Buitrago Sánchez    | Bahrain Victorious                 | 71 pts                       |                              |
| 9è                           | Richard Carapaz Montenegro   | Ineos Grenadiers                   | 65 pts                       |                              |
| 10è                          | Jan Hirt                     | Intermarché-Wanty-Gobert Matériaux | 57 pts                       |                              |

| Classificació del millor jove | Classificació del millor jove | Classificació del millor jove | Classificació del millor jove | Classificació del millor jove |
| Corredor                      | Corredor                      | Equip                         | Temps                         |                               |
| ----------------------------- | ----------------------------- | ----------------------------- | ----------------------------- | ----------------------------- |
| 1r                            | Juan Pedro López              | Trek-Segafredo                | 86h 49' 54"                   |                               |
| 2n                            | Santiago Buitrago Sánchez     | Bahrain Victorious            | + 5' 43"                      |                               |
| 3r                            | Pàvel Sivakov                 | Ineos Grenadiers              | + 23' 03"                     |                               |
| 4t                            | Thymen Arensman               | Team DSM                      | + 23' 51"                     |                               |
| 5è                            | Luca Covili                   | Bardiani CSF Faizanè          | + 1h 11' 44"                  |                               |
| 6è                            | Gijs Leemreize                | Jumbo-Visma                   | + 1h 41' 00"                  |                               |
| 7è                            | Vadim Pronskiy                | Astana Qazaqstan Team         | + 1h 44' 30"                  |                               |
| 8è                            | Mauri Vansevenant             | Quick-Step Alpha Vinyl        | + 1h 45' 04"                  |                               |
| 9è                            | Attila Valter                 | Groupama-FDJ                  | + 1h 57' 13"                  |                               |
| 10è                           | Ben Tulett                    | Ineos Grenadiers              | + 2h 08' 46"                  |                               |

| Classificació del millor jove | Classificació del millor jove | Classificació del millor jove | Classificació del millor jove | Classificació del millor jove |
| Corredor                      | Corredor                      | Equip                         | Temps                         |                               |
| ----------------------------- | ----------------------------- | ----------------------------- | ----------------------------- | ----------------------------- |
| 1r                            | Juan Pedro López              | Trek-Segafredo                | 86h 49' 54"                   |                               |
| 2n                            | Santiago Buitrago Sánchez     | Bahrain Victorious            | + 5' 43"                      |                               |
| 3r                            | Pàvel Sivakov                 | Ineos Grenadiers              | + 23' 03"                     |                               |
| 4t                            | Thymen Arensman               | Team DSM                      | + 23' 51"                     |                               |
| 5è                            | Luca Covili                   | Bardiani CSF Faizanè          | + 1h 11' 44"                  |                               |
| 6è                            | Gijs Leemreize                | Jumbo-Visma                   | + 1h 41' 00"                  |                               |
| 7è                            | Vadim Pronskiy                | Astana Qazaqstan Team         | + 1h 44' 30"                  |                               |
| 8è                            | Mauri Vansevenant             | Quick-Step Alpha Vinyl        | + 1h 45' 04"                  |                               |
| 9è                            | Attila Valter                 | Groupama-FDJ                  | + 1h 57' 13"                  |                               |
| 10è                           | Ben Tulett                    | Ineos Grenadiers              | + 2h 08' 46"                  |                               |

| Classificació per equips | Classificació per equips           | Classificació per equips | Classificació per equips |
| Equip                    | Equip                              | Temps                    |                          |
| ------------------------ | ---------------------------------- | ------------------------ | ------------------------ |
| 1r                       | Bahrain Victorious                 | 259h 48' 12"             |                          |
| 2n                       | Bora-Hansgrohe                     | + 4' 07"                 |                          |
| 3r                       | Ineos Grenadiers                   | + 1h 22' 29"             |                          |
| 4t                       | Intermarché-Wanty-Gobert Matériaux | + 1h 23' 57"             |                          |
| 5è                       | Astana Qazaqstan Team              | + 2h 18' 46"             |                          |
| 6è                       | Trek-Segafredo                     | + 2h 21' 10"             |                          |
| 7è                       | Jumbo-Visma                        | + 2h 40' 16"             |                          |
| 8è                       | UAE Team Emirates                  | + 3h 21' 02"             |                          |
| 9è                       | BikeExchange-Jayco                 | + 3h 29' 58"             |                          |
| 10è                      | Movistar Team                      | + 3h 39' 45"             |                          |

| Classificació per equips | Classificació per equips           | Classificació per equips | Classificació per equips |
| Equip                    | Equip                              | Temps                    |                          |
| ------------------------ | ---------------------------------- | ------------------------ | ------------------------ |
| 1r                       | Bahrain Victorious                 | 259h 48' 12"             |                          |
| 2n                       | Bora-Hansgrohe                     | + 4' 07"                 |                          |
| 3r                       | Ineos Grenadiers                   | + 1h 22' 29"             |                          |
| 4t                       | Intermarché-Wanty-Gobert Matériaux | + 1h 23' 57"             |                          |
| 5è                       | Astana Qazaqstan Team              | + 2h 18' 46"             |                          |
| 6è                       | Trek-Segafredo                     | + 2h 21' 10"             |                          |
| 7è                       | Jumbo-Visma                        | + 2h 40' 16"             |                          |
| 8è                       | UAE Team Emirates                  | + 3h 21' 02"             |                          |
| 9è                       | BikeExchange-Jayco                 | + 3h 29' 58"             |                          |
| 10è                      | Movistar Team                      | + 3h 39' 45"             |                          |

## Evolució de les classificacions
| Etapa                   | Vencedor                | Classificació general | Classificació per punts | Classificació de la muntanya | Classificació dels joves | Trofeu Super Team                  |
| ----------------------- | ----------------------- | --------------------- | ----------------------- | ---------------------------- | ------------------------ | ---------------------------------- |
| 1                       | Mathieu van der Poel    | Mathieu van der Poel  | Mathieu van der Poel    | Mathieu van der Poel         | Biniam Girmay            | Ineos Grenadiers                   |
| 2                       | Simon Yates             | Mathieu van der Poel  | Mathieu van der Poel    | Mathieu van der Poel         | Matteo Sobrero           | Team Jumbo-Visma                   |
| 3                       | Mark Cavendish          | Mathieu van der Poel  | Mathieu van der Poel    | Rick Zabel                   | Matteo Sobrero           | Team Jumbo-Visma                   |
| 4                       | Lennard Kämna           | Juan Pedro López      | Mathieu van der Poel    | Lennard Kämna                | Juan Pedro López         | Bora-Hansgrohe                     |
| 5                       | Arnaud Démare           | Juan Pedro López      | Arnaud Démare           | Lennard Kämna                | Juan Pedro López         | Bora-Hansgrohe                     |
| 6                       | Arnaud Démare           | Juan Pedro López      | Arnaud Démare           | Lennard Kämna                | Juan Pedro López         | Bora-Hansgrohe                     |
| 7                       | Koen Bouwman            | Juan Pedro López      | Arnaud Démare           | Koen Bouwman                 | Juan Pedro López         | Trek-Segafredo                     |
| 8                       | Thomas De Gendt         | Juan Pedro López      | Arnaud Démare           | Koen Bouwman                 | Juan Pedro López         | Intermarché-Wanty-Gobert Matériaux |
| 9                       | Jai Hindley             | Juan Pedro López      | Arnaud Démare           | Diego Rosa                   | Juan Pedro López         | Bora-Hansgrohe                     |
| 10                      | Biniam Girmay           | Juan Pedro López      | Arnaud Démare           | Diego Rosa                   | Juan Pedro López         | Bora-Hansgrohe                     |
| 11                      | Alberto Dainese         | Juan Pedro López      | Arnaud Démare           | Diego Rosa                   | Juan Pedro López         | Bora-Hansgrohe                     |
| 12                      | Stefano Oldani          | Juan Pedro López      | Arnaud Démare           | Diego Rosa                   | Juan Pedro López         | Intermarché-Wanty-Gobert Matériaux |
| 13                      | Arnaud Démare           | Juan Pedro López      | Arnaud Démare           | Diego Rosa                   | Juan Pedro López         | Intermarché-Wanty-Gobert Matériaux |
| 14                      | Simon Yates             | Richard Carapaz       | Arnaud Démare           | Diego Rosa                   | João Almeida             | Bora-Hansgrohe                     |
| 15                      | Giulio Ciccone          | Richard Carapaz       | Arnaud Démare           | Koen Bouwman                 | João Almeida             | Bora-Hansgrohe                     |
| 16                      | Jan Hirt                | Richard Carapaz       | Arnaud Démare           | Koen Bouwman                 | João Almeida             | Bora-Hansgrohe                     |
| 17                      | Santiago Buitrago       | Richard Carapaz       | Arnaud Démare           | Koen Bouwman                 | João Almeida             | Bahrain Victorious                 |
| 18                      | Dries De Bondt          | Richard Carapaz       | Arnaud Démare           | Koen Bouwman                 | Juan Pedro López         | Bahrain Victorious                 |
| 19                      | Koen Bouwman            | Richard Carapaz       | Arnaud Démare           | Koen Bouwman                 | Juan Pedro López         | Bahrain Victorious                 |
| 20                      | Alessandro Covi         | Jai Hindley           | Arnaud Démare           | Koen Bouwman                 | Juan Pedro López         | Bahrain Victorious                 |
| 21                      | Matteo Sobrero          | Jai Hindley           | Arnaud Démare           | Koen Bouwman                 | Juan Pedro López         | Bahrain Victorious                 |
| Classeificacions finals | Classeificacions finals | Jai Hindley           | Arnaud Démare           | Koen Bouwman                 | Juan Pedro López         | Bahrain Victorious                 |

## Participants
| Ineos Grenadiers IGD | Ineos Grenadiers IGD                     | Ineos Grenadiers IGD |
| -------------------- | ---------------------------------------- | -------------------- |
| Núm                  | Ciclista                                 | Pos                  |
| 1                    | Richard Carapaz Montenegro (ECU) (crono) | 2n                   |
| 2                    | Jonathan Castroviejo Nicolás (ESP)       | 64è                  |
| 3                    | Jhonatan Narváez Prado (ECU)             | 42è                  |
| 4                    | Richie Porte (AUS)                       | DNF-19               |
| 5                    | Salvatore Puccio (ITA)                   | 85è                  |
| 6                    | Pàvel Sivakov (FRA)                      | 16è                  |
| 7                    | Ben Swift (GBR) (ruta)                   | 66è                  |
| 8                    | Ben Tulett (GBR)                         | 38è                  |

| AG2R Citroën Team ACT | AG2R Citroën Team ACT   | AG2R Citroën Team ACT |
| --------------------- | ----------------------- | --------------------- |
| Núm                   | Ciclista                | Pos                   |
| 11                    | Andrea Vendrame (ITA)   | 55è                   |
| 12                    | Lilian Calmejane (FRA)  | 86è                   |
| 13                    | Mikaël Cherel (FRA)     | 23è                   |
| 14                    | Felix Gall (AUT)        | 50è                   |
| 15                    | Jaakko Hänninen (FIN)   | 90è                   |
| 16                    | Lawrence Naesen (BEL)   | 124è                  |
| 17                    | Nans Peters (FRA)       | 58è                   |
| 18                    | Nicolas Prodhomme (FRA) | 65è                   |

| Alpecin-Fenix AFC | Alpecin-Fenix AFC          | Alpecin-Fenix AFC |
| ----------------- | -------------------------- | ----------------- |
| Núm               | Ciclista                   | Pos               |
| 21                | Mathieu van der Poel (NED) | 57è               |
| 22                | Tobias Bayer (AUT)         | 100è              |
| 23                | Dries De Bondt (BEL)       | 109è              |
| 24                | Alexander Krieger (GER)    | NP-14             |
| 25                | Senne Leysen (BEL)         | 118è              |
| 26                | Jakub Mareczko (ITA)       | DNF-4             |
| 27                | Stefano Oldani (ITA)       | 84è               |
| 28                | Oscar Riesebeek (NED)      | 113è              |

| Astana Qazaqstan Team AST | Astana Qazaqstan Team AST        | Astana Qazaqstan Team AST |
| ------------------------- | -------------------------------- | ------------------------- |
| Núm                       | Ciclista                         | Pos                       |
| 31                        | Vincenzo Nibali (ITA)            | 4t                        |
| 32                        | Valerio Conti (ITA)              | DNF-15                    |
| 33                        | David de la Cruz Melgarejo (ESP) | DNF-20                    |
| 34                        | Joe Dombrowski (USA)             | 22è                       |
| 35                        | Fabio Felline (ITA)              | 41è                       |
| 36                        | Miguel Ángel López Moreno (COL)  | DNF-4                     |
| 37                        | Vadim Pronskiy (KAZ)             | 29è                       |
| 38                        | Harold Tejada (COL)              | 56è                       |

| Bahrain Victorious TBV | Bahrain Victorious TBV              | Bahrain Victorious TBV |
| ---------------------- | ----------------------------------- | ---------------------- |
| Núm                    | Ciclista                            | Pos                    |
| 41                     | Mikel Landa Meana (ESP)             | 3r                     |
| 42                     | Phil Bauhaus (GER)                  | 138è                   |
| 43                     | Peio Bilbao López de Armentia (ESP) | 5è                     |
| 44                     | Santiago Buitrago Sánchez (COL)     | 12è                    |
| 45                     | Domen Novak (SLO)                   | 31è                    |
| 46                     | Wout Poels (NED)                    | 34è                    |
| 47                     | Jasha Sütterlin (GER)               | 87è                    |
| 48                     | Jan Tratnik (SLO) (crono)           | DNF-3                  |

| Bardiani CSF Faizanè BCF | Bardiani CSF Faizanè BCF | Bardiani CSF Faizanè BCF |
| ------------------------ | ------------------------ | ------------------------ |
| Núm                      | Ciclista                 | Pos                      |
| 51                       | Filippo Zana (ITA)       | 47è                      |
| 52                       | Luca Covili (ITA)        | 24è                      |
| 53                       | Filippo Fiorelli (ITA)   | DNF-5                    |
| 54                       | Davide Gabburo (ITA)     | 53è                      |
| 55                       | Sacha Modolo (ITA)       | 114è                     |
| 56                       | Luca Rastelli (ITA)      | 106è                     |
| 57                       | Alessandro Tonelli (ITA) | 52è                      |
| 58                       | Samuele Zoccarato (ITA)  | DNF-7                    |

| Bora-Hansgrohe BOH | Bora-Hansgrohe BOH     | Bora-Hansgrohe BOH |
| ------------------ | ---------------------- | ------------------ |
| Núm                | Ciclista               | Pos                |
| 61                 | Wilco Kelderman (NED)  | 17è                |
| 62                 | Giovanni Aleotti (ITA) | 72è                |
| 63                 | Cesare Benedetti (POL) | 120è               |
| 64                 | Emanuel Buchmann (GER) | 7è                 |
| 65                 | Patrick Gamper (AUT)   | 108è               |
| 66                 | Jai Hindley (AUS)      | 1r                 |
| 67                 | Lennard Kämna (GER)    | 19è                |
| 68                 | Ben Zwiehoff (GER)     | 51è                |

| Cofidis COF | Cofidis COF               | Cofidis COF |
| ----------- | ------------------------- | ----------- |
| Núm         | Ciclista                  | Pos         |
| 71          | Guillaume Martin (FRA)    | 14è         |
| 72          | Davide Cimolai (ITA)      | 135è        |
| 73          | Simone Consonni (ITA)     | 121è        |
| 74          | Wesley Kreder (NED)       | 139è        |
| 75          | Anthony Perez (FRA)       | 88è         |
| 76          | Pierre-Luc Périchon (FRA) | 94è         |
| 77          | Rémy Rochas (FRA)         | 71è         |
| 78          | Davide Villella (ITA)     | 63è         |

| Drone Hopper-Androni Giocattoli DRA | Drone Hopper-Androni Giocattoli DRA | Drone Hopper-Androni Giocattoli DRA |
| ----------------------------------- | ----------------------------------- | ----------------------------------- |
| Núm                                 | Ciclista                            | Pos                                 |
| 81                                  | Natnael Tesfatsion (ERI)            | DNF-16                              |
| 82                                  | Mattia Bais (ITA)                   | 82è                                 |
| 83                                  | Alexander Cepeda (ECU)              | NP-19                               |
| 84                                  | Andri Ponomar (UKR) (ruta)          | 117è                                |
| 85                                  | Simone Ravanelli (ITA)              | 91è                                 |
| 86                                  | Eduardo Sepúlveda (ARG)             | 76è                                 |
| 87                                  | Filippo Tagliani (ITA)              | 143è                                |
| 88                                  | Edoardo Zardini (ITA)               | 78è                                 |

| EF Education-EasyPost EFE | EF Education-EasyPost EFE     | EF Education-EasyPost EFE |
| ------------------------- | ----------------------------- | ------------------------- |
| Núm                       | Ciclista                      | Pos                       |
| 91                        | Hugh Carthy (GBR)             | 9è                        |
| 92                        | Jonathan Caicedo Cepeda (ECU) | NP-16                     |
| 93                        | Diego Camargo Pineda (COL)    | 79è                       |
| 94                        | Simon Carr (GBR)              | NP-8                      |
| 95                        | Magnus Cort Nielsen (DEN)     | 95è                       |
| 96                        | Owain Doull (GBR)             | DNF-7                     |
| 97                        | Merhawi Kudus (ERI) (crono)   | 61è                       |
| 98                        | Julius van den Berg (NED)     | 140è                      |

| Eolo-Kometa EOK | Eolo-Kometa EOK           | Eolo-Kometa EOK |
| --------------- | ------------------------- | --------------- |
| Núm             | Ciclista                  | Pos             |
| 101             | Lorenzo Fortunato (ITA)   | 15è             |
| 102             | Vincenzo Albanese (ITA)   | 68è             |
| 103             | Davide Bais (ITA)         | 125è            |
| 104             | Erik Fetter (HUN) (crono) | 83è             |
| 105             | Francesco Gavazzi (ITA)   | 67è             |
| 106             | Mirco Maestri (ITA)       | 96è             |
| 107             | Samuele Rivi (ITA)        | 126è            |
| 109             | Diego Rosa (ITA)          | 77è             |

| Groupama-FDJ GFC | Groupama-FDJ GFC                 | Groupama-FDJ GFC |
| ---------------- | -------------------------------- | ---------------- |
| Núm              | Ciclista                         | Pos              |
| 111              | Arnaud Démare (FRA)              | 130è             |
| 112              | Clément Davy (FRA)               | 144è             |
| 113              | Jacopo Guarnieri (ITA)           | 136è             |
| 114              | Ignatas Konovalovas (LTU) (ruta) | 115è             |
| 115              | Tobias Ludvigsson (SWE)          | 102è             |
| 116              | Miles Scotson (AUS)              | 127è             |
| 117              | Ramon Sinkeldam (NED)            | 132è             |
| 118              | Attila Valter (HUN)              | 35è              |

| Intermarché-Wanty-Gobert Matériaux IWG | Intermarché-Wanty-Gobert Matériaux IWG | Intermarché-Wanty-Gobert Matériaux IWG |
| -------------------------------------- | -------------------------------------- | -------------------------------------- |
| Núm                                    | Ciclista                               | Pos                                    |
| 121                                    | Biniam Girmay (ERI)                    | NP-11                                  |
| 122                                    | Aimé De Gendt (BEL)                    | 105è                                   |
| 123                                    | Jan Hirt (CZE)                         | 6è                                     |
| 124                                    | Barnabás Peák (HUN)                    | 110è                                   |
| 125                                    | Domenico Pozzovivo (ITA)               | 8è                                     |
| 126                                    | Lorenzo Rota (ITA)                     | 32è                                    |
| 127                                    | Rein Taaramäe (EST) (crono)            | 46è                                    |
| 128                                    | Loïc Vliegen (BEL)                     | DNF-16                                 |

| Israel-Premier Tech IPT | Israel-Premier Tech IPT        | Israel-Premier Tech IPT |
| ----------------------- | ------------------------------ | ----------------------- |
| Núm                     | Ciclista                       | Pos                     |
| 131                     | Giacomo Nizzolo (ITA)          | NP-14                   |
| 132                     | Jenthe Biermans (BEL)          | 123è                    |
| 133                     | Matthias Brändle (AUT) (crono) | 147è                    |
| 134                     | Alexander Cataford (CAN)       | 101è                    |
| 135                     | Alessandro De Marchi (ITA)     | 92è                     |
| 136                     | Alex Dowsett (GBR)             | 134è                    |
| 137                     | Reto Hollenstein (SUI)         | 129è                    |
| 138                     | Rick Zabel (GER)               | 137è                    |

| Jumbo-Visma TJV | Jumbo-Visma TJV                  | Jumbo-Visma TJV |
| --------------- | -------------------------------- | --------------- |
| Núm             | Ciclista                         | Pos             |
| 141             | Tom Dumoulin (NED) (crono)       | DNF-14          |
| 142             | Edoardo Affini (ITA)             | 97è             |
| 143             | Koen Bouwman (NED)               | 21è             |
| 144             | Pascal Eenkhoorn (NED)           | 62è             |
| 145             | Tobias Foss (NOR) (ruta i crono) | 54è             |
| 146             | Gijs Leemreize (NED)             | 28è             |
| 147             | Sam Oomen (NED)                  | 20è             |
| 148             | Jos van Emden (NED)              | 89è             |

| Lotto-Soudal LTS | Lotto-Soudal LTS          | Lotto-Soudal LTS |
| ---------------- | ------------------------- | ---------------- |
| Núm              | Ciclista                  | Pos              |
| 151              | Caleb Ewan (AUS)          | NP-12            |
| 152              | Thomas De Gendt (BEL)     | 74è              |
| 153              | Matthew Holmes (GBR)      | 116è             |
| 154              | Roger Kluge (GER)         | 149è             |
| 155              | Sylvain Moniquet (BEL)    | 48è              |
| 156              | Michael Schwarzmann (GER) | 133è             |
| 157              | Rüdiger Selig (GER)       | DNF-9            |
| 158              | Harm Vanhoucke (BEL)      | DNF-17           |

| Movistar Team MOV | Movistar Team MOV                 | Movistar Team MOV |
| ----------------- | --------------------------------- | ----------------- |
| Núm               | Ciclista                          | Pos               |
| 161               | Alejandro Valverde Belmonte (ESP) | 11è               |
| 162               | Jorge Arcas (ESP)                 | 60è               |
| 163               | William Barta (USA)               | 59è               |
| 164               | Oier Lazkano López (ESP)          | 98è               |
| 165               | Antonio Pedrero López (ESP)       | 27è               |
| 166               | José Joaquín Rojas Gil (ESP)      | 69è               |
| 167               | Sergio Samitier (ESP)             | DNF-7             |
| 168               | Iván Ramiro Sosa Cuervo (COL)     | 49è               |

| Quick-Step Alpha Vinyl QST | Quick-Step Alpha Vinyl QST | Quick-Step Alpha Vinyl QST |
| -------------------------- | -------------------------- | -------------------------- |
| Núm                        | Ciclista                   | Pos                        |
| 171                        | Mark Cavendish (GBR)       | 145è                       |
| 172                        | Davide Ballerini (ITA)     | 99è                        |
| 173                        | James Knox (GBR)           | 81è                        |
| 174                        | Michael Mørkøv (DEN)       | NP-7                       |
| 175                        | Mauro Schmid (SUI)         | 75è                        |
| 176                        | Pieter Serry (BEL)         | 148è                       |
| 177                        | Bert Van Lerberghe (BEL)   | 146è                       |
| 178                        | Mauri Vansevenant (BEL)    | 30è                        |

| BikeExchange-Jayco BEX | BikeExchange-Jayco BEX        | BikeExchange-Jayco BEX |
| ---------------------- | ----------------------------- | ---------------------- |
| Núm                    | Ciclista                      | Pos                    |
| 181                    | Simon Yates (GBR)             | DNF-17                 |
| 182                    | Lawson Craddock (USA) (crono) | 107è                   |
| 183                    | Lucas Hamilton (AUS)          | 13è                    |
| 184                    | Michael Hepburn (AUS)         | 112è                   |
| 185                    | Damien Howson (AUS)           | 33è                    |
| 186                    | Christopher Juul-Jensen (DEN) | 93è                    |
| 187                    | Callum Scotson (AUS)          | 80è                    |
| 188                    | Matteo Sobrero (ITA) (crono)  | 70è                    |

| Team DSM DSM | Team DSM DSM          | Team DSM DSM |
| ------------ | --------------------- | ------------ |
| Núm          | Ciclista              | Pos          |
| 191          | Romain Bardet (FRA)   | DNF-13       |
| 192          | Thymen Arensman (NED) | 18è          |
| 193          | Cees Bol (NED)        | NP-14        |
| 194          | Romain Combaud (FRA)  | 104è         |
| 195          | Alberto Dainese (ITA) | 122è         |
| 196          | Nico Denz (GER)       | 111è         |
| 197          | Chris Hamilton (AUS)  | 39è          |
| 198          | Martijn Tusveld (NED) | 43è          |

| Trek-Segafredo TFS | Trek-Segafredo TFS      | Trek-Segafredo TFS |
| ------------------ | ----------------------- | ------------------ |
| Núm                | Ciclista                | Pos                |
| 201                | Giulio Ciccone (ITA)    | 25è                |
| 202                | Dario Cataldo (ITA)     | 73è                |
| 203                | Mattias Skjelmose (DEN) | 40è                |
| 204                | Juan Pedro López (ESP)  | 10è                |
| 205                | Bauke Mollema (NED)     | 26è                |
| 206                | Jacopo Mosca (ITA)      | 103è               |
| 207                | Edward Theuns (BEL)     | 131è               |
| 208                | Otto Vergaerde (BEL)    | 119è               |

| UAE Team Emirates UAD | UAE Team Emirates UAD                 | UAE Team Emirates UAD |
| --------------------- | ------------------------------------- | --------------------- |
| Núm                   | Ciclista                              | Pos                   |
| 211                   | João Almeida (POR) (crono)            | NP-18                 |
| 212                   | Rui Oliveira (POR)                    | 141è                  |
| 213                   | Rui Alberto Faria da Costa (POR)      | 44è                   |
| 214                   | Alessandro Covi (ITA)                 | 45è                   |
| 215                   | Davide Formolo (ITA)                  | 36è                   |
| 216                   | Fernando Gaviria Rendón (COL)         | 128è                  |
| 217                   | Maximiliano Richeze Araquistain (ARG) | 142è                  |
| 218                   | Diego Ulissi (ITA)                    | 37è                   |

| Ineos Grenadiers IGD | Ineos Grenadiers IGD                     | Ineos Grenadiers IGD |
| -------------------- | ---------------------------------------- | -------------------- |
| Núm                  | Ciclista                                 | Pos                  |
| 1                    | Richard Carapaz Montenegro (ECU) (crono) | 2n                   |
| 2                    | Jonathan Castroviejo Nicolás (ESP)       | 64è                  |
| 3                    | Jhonatan Narváez Prado (ECU)             | 42è                  |
| 4                    | Richie Porte (AUS)                       | DNF-19               |
| 5                    | Salvatore Puccio (ITA)                   | 85è                  |
| 6                    | Pàvel Sivakov (FRA)                      | 16è                  |
| 7                    | Ben Swift (GBR) (ruta)                   | 66è                  |
| 8                    | Ben Tulett (GBR)                         | 38è                  |

| AG2R Citroën Team ACT | AG2R Citroën Team ACT   | AG2R Citroën Team ACT |
| --------------------- | ----------------------- | --------------------- |
| Núm                   | Ciclista                | Pos                   |
| 11                    | Andrea Vendrame (ITA)   | 55è                   |
| 12                    | Lilian Calmejane (FRA)  | 86è                   |
| 13                    | Mikaël Cherel (FRA)     | 23è                   |
| 14                    | Felix Gall (AUT)        | 50è                   |
| 15                    | Jaakko Hänninen (FIN)   | 90è                   |
| 16                    | Lawrence Naesen (BEL)   | 124è                  |
| 17                    | Nans Peters (FRA)       | 58è                   |
| 18                    | Nicolas Prodhomme (FRA) | 65è                   |

| Alpecin-Fenix AFC | Alpecin-Fenix AFC          | Alpecin-Fenix AFC |
| ----------------- | -------------------------- | ----------------- |
| Núm               | Ciclista                   | Pos               |
| 21                | Mathieu van der Poel (NED) | 57è               |
| 22                | Tobias Bayer (AUT)         | 100è              |
| 23                | Dries De Bondt (BEL)       | 109è              |
| 24                | Alexander Krieger (GER)    | NP-14             |
| 25                | Senne Leysen (BEL)         | 118è              |
| 26                | Jakub Mareczko (ITA)       | DNF-4             |
| 27                | Stefano Oldani (ITA)       | 84è               |
| 28                | Oscar Riesebeek (NED)      | 113è              |

| Astana Qazaqstan Team AST | Astana Qazaqstan Team AST        | Astana Qazaqstan Team AST |
| ------------------------- | -------------------------------- | ------------------------- |
| Núm                       | Ciclista                         | Pos                       |
| 31                        | Vincenzo Nibali (ITA)            | 4t                        |
| 32                        | Valerio Conti (ITA)              | DNF-15                    |
| 33                        | David de la Cruz Melgarejo (ESP) | DNF-20                    |
| 34                        | Joe Dombrowski (USA)             | 22è                       |
| 35                        | Fabio Felline (ITA)              | 41è                       |
| 36                        | Miguel Ángel López Moreno (COL)  | DNF-4                     |
| 37                        | Vadim Pronskiy (KAZ)             | 29è                       |
| 38                        | Harold Tejada (COL)              | 56è                       |

| Bahrain Victorious TBV | Bahrain Victorious TBV              | Bahrain Victorious TBV |
| ---------------------- | ----------------------------------- | ---------------------- |
| Núm                    | Ciclista                            | Pos                    |
| 41                     | Mikel Landa Meana (ESP)             | 3r                     |
| 42                     | Phil Bauhaus (GER)                  | 138è                   |
| 43                     | Peio Bilbao López de Armentia (ESP) | 5è                     |
| 44                     | Santiago Buitrago Sánchez (COL)     | 12è                    |
| 45                     | Domen Novak (SLO)                   | 31è                    |
| 46                     | Wout Poels (NED)                    | 34è                    |
| 47                     | Jasha Sütterlin (GER)               | 87è                    |
| 48                     | Jan Tratnik (SLO) (crono)           | DNF-3                  |

| Bardiani CSF Faizanè BCF | Bardiani CSF Faizanè BCF | Bardiani CSF Faizanè BCF |
| ------------------------ | ------------------------ | ------------------------ |
| Núm                      | Ciclista                 | Pos                      |
| 51                       | Filippo Zana (ITA)       | 47è                      |
| 52                       | Luca Covili (ITA)        | 24è                      |
| 53                       | Filippo Fiorelli (ITA)   | DNF-5                    |
| 54                       | Davide Gabburo (ITA)     | 53è                      |
| 55                       | Sacha Modolo (ITA)       | 114è                     |
| 56                       | Luca Rastelli (ITA)      | 106è                     |
| 57                       | Alessandro Tonelli (ITA) | 52è                      |
| 58                       | Samuele Zoccarato (ITA)  | DNF-7                    |

| Bora-Hansgrohe BOH | Bora-Hansgrohe BOH     | Bora-Hansgrohe BOH |
| ------------------ | ---------------------- | ------------------ |
| Núm                | Ciclista               | Pos                |
| 61                 | Wilco Kelderman (NED)  | 17è                |
| 62                 | Giovanni Aleotti (ITA) | 72è                |
| 63                 | Cesare Benedetti (POL) | 120è               |
| 64                 | Emanuel Buchmann (GER) | 7è                 |
| 65                 | Patrick Gamper (AUT)   | 108è               |
| 66                 | Jai Hindley (AUS)      | 1r                 |
| 67                 | Lennard Kämna (GER)    | 19è                |
| 68                 | Ben Zwiehoff (GER)     | 51è                |

| Cofidis COF | Cofidis COF               | Cofidis COF |
| ----------- | ------------------------- | ----------- |
| Núm         | Ciclista                  | Pos         |
| 71          | Guillaume Martin (FRA)    | 14è         |
| 72          | Davide Cimolai (ITA)      | 135è        |
| 73          | Simone Consonni (ITA)     | 121è        |
| 74          | Wesley Kreder (NED)       | 139è        |
| 75          | Anthony Perez (FRA)       | 88è         |
| 76          | Pierre-Luc Périchon (FRA) | 94è         |
| 77          | Rémy Rochas (FRA)         | 71è         |
| 78          | Davide Villella (ITA)     | 63è         |

| Drone Hopper-Androni Giocattoli DRA | Drone Hopper-Androni Giocattoli DRA | Drone Hopper-Androni Giocattoli DRA |
| ----------------------------------- | ----------------------------------- | ----------------------------------- |
| Núm                                 | Ciclista                            | Pos                                 |
| 81                                  | Natnael Tesfatsion (ERI)            | DNF-16                              |
| 82                                  | Mattia Bais (ITA)                   | 82è                                 |
| 83                                  | Alexander Cepeda (ECU)              | NP-19                               |
| 84                                  | Andri Ponomar (UKR) (ruta)          | 117è                                |
| 85                                  | Simone Ravanelli (ITA)              | 91è                                 |
| 86                                  | Eduardo Sepúlveda (ARG)             | 76è                                 |
| 87                                  | Filippo Tagliani (ITA)              | 143è                                |
| 88                                  | Edoardo Zardini (ITA)               | 78è                                 |

| EF Education-EasyPost EFE | EF Education-EasyPost EFE     | EF Education-EasyPost EFE |
| ------------------------- | ----------------------------- | ------------------------- |
| Núm                       | Ciclista                      | Pos                       |
| 91                        | Hugh Carthy (GBR)             | 9è                        |
| 92                        | Jonathan Caicedo Cepeda (ECU) | NP-16                     |
| 93                        | Diego Camargo Pineda (COL)    | 79è                       |
| 94                        | Simon Carr (GBR)              | NP-8                      |
| 95                        | Magnus Cort Nielsen (DEN)     | 95è                       |
| 96                        | Owain Doull (GBR)             | DNF-7                     |
| 97                        | Merhawi Kudus (ERI) (crono)   | 61è                       |
| 98                        | Julius van den Berg (NED)     | 140è                      |

| Eolo-Kometa EOK | Eolo-Kometa EOK           | Eolo-Kometa EOK |
| --------------- | ------------------------- | --------------- |
| Núm             | Ciclista                  | Pos             |
| 101             | Lorenzo Fortunato (ITA)   | 15è             |
| 102             | Vincenzo Albanese (ITA)   | 68è             |
| 103             | Davide Bais (ITA)         | 125è            |
| 104             | Erik Fetter (HUN) (crono) | 83è             |
| 105             | Francesco Gavazzi (ITA)   | 67è             |
| 106             | Mirco Maestri (ITA)       | 96è             |
| 107             | Samuele Rivi (ITA)        | 126è            |
| 109             | Diego Rosa (ITA)          | 77è             |

| Groupama-FDJ GFC | Groupama-FDJ GFC                 | Groupama-FDJ GFC |
| ---------------- | -------------------------------- | ---------------- |
| Núm              | Ciclista                         | Pos              |
| 111              | Arnaud Démare (FRA)              | 130è             |
| 112              | Clément Davy (FRA)               | 144è             |
| 113              | Jacopo Guarnieri (ITA)           | 136è             |
| 114              | Ignatas Konovalovas (LTU) (ruta) | 115è             |
| 115              | Tobias Ludvigsson (SWE)          | 102è             |
| 116              | Miles Scotson (AUS)              | 127è             |
| 117              | Ramon Sinkeldam (NED)            | 132è             |
| 118              | Attila Valter (HUN)              | 35è              |

| Intermarché-Wanty-Gobert Matériaux IWG | Intermarché-Wanty-Gobert Matériaux IWG | Intermarché-Wanty-Gobert Matériaux IWG |
| -------------------------------------- | -------------------------------------- | -------------------------------------- |
| Núm                                    | Ciclista                               | Pos                                    |
| 121                                    | Biniam Girmay (ERI)                    | NP-11                                  |
| 122                                    | Aimé De Gendt (BEL)                    | 105è                                   |
| 123                                    | Jan Hirt (CZE)                         | 6è                                     |
| 124                                    | Barnabás Peák (HUN)                    | 110è                                   |
| 125                                    | Domenico Pozzovivo (ITA)               | 8è                                     |
| 126                                    | Lorenzo Rota (ITA)                     | 32è                                    |
| 127                                    | Rein Taaramäe (EST) (crono)            | 46è                                    |
| 128                                    | Loïc Vliegen (BEL)                     | DNF-16                                 |

| Israel-Premier Tech IPT | Israel-Premier Tech IPT        | Israel-Premier Tech IPT |
| ----------------------- | ------------------------------ | ----------------------- |
| Núm                     | Ciclista                       | Pos                     |
| 131                     | Giacomo Nizzolo (ITA)          | NP-14                   |
| 132                     | Jenthe Biermans (BEL)          | 123è                    |
| 133                     | Matthias Brändle (AUT) (crono) | 147è                    |
| 134                     | Alexander Cataford (CAN)       | 101è                    |
| 135                     | Alessandro De Marchi (ITA)     | 92è                     |
| 136                     | Alex Dowsett (GBR)             | 134è                    |
| 137                     | Reto Hollenstein (SUI)         | 129è                    |
| 138                     | Rick Zabel (GER)               | 137è                    |

| Jumbo-Visma TJV | Jumbo-Visma TJV                  | Jumbo-Visma TJV |
| --------------- | -------------------------------- | --------------- |
| Núm             | Ciclista                         | Pos             |
| 141             | Tom Dumoulin (NED) (crono)       | DNF-14          |
| 142             | Edoardo Affini (ITA)             | 97è             |
| 143             | Koen Bouwman (NED)               | 21è             |
| 144             | Pascal Eenkhoorn (NED)           | 62è             |
| 145             | Tobias Foss (NOR) (ruta i crono) | 54è             |
| 146             | Gijs Leemreize (NED)             | 28è             |
| 147             | Sam Oomen (NED)                  | 20è             |
| 148             | Jos van Emden (NED)              | 89è             |

| Lotto-Soudal LTS | Lotto-Soudal LTS          | Lotto-Soudal LTS |
| ---------------- | ------------------------- | ---------------- |
| Núm              | Ciclista                  | Pos              |
| 151              | Caleb Ewan (AUS)          | NP-12            |
| 152              | Thomas De Gendt (BEL)     | 74è              |
| 153              | Matthew Holmes (GBR)      | 116è             |
| 154              | Roger Kluge (GER)         | 149è             |
| 155              | Sylvain Moniquet (BEL)    | 48è              |
| 156              | Michael Schwarzmann (GER) | 133è             |
| 157              | Rüdiger Selig (GER)       | DNF-9            |
| 158              | Harm Vanhoucke (BEL)      | DNF-17           |

| Movistar Team MOV | Movistar Team MOV                 | Movistar Team MOV |
| ----------------- | --------------------------------- | ----------------- |
| Núm               | Ciclista                          | Pos               |
| 161               | Alejandro Valverde Belmonte (ESP) | 11è               |
| 162               | Jorge Arcas (ESP)                 | 60è               |
| 163               | William Barta (USA)               | 59è               |
| 164               | Oier Lazkano López (ESP)          | 98è               |
| 165               | Antonio Pedrero López (ESP)       | 27è               |
| 166               | José Joaquín Rojas Gil (ESP)      | 69è               |
| 167               | Sergio Samitier (ESP)             | DNF-7             |
| 168               | Iván Ramiro Sosa Cuervo (COL)     | 49è               |

| Quick-Step Alpha Vinyl QST | Quick-Step Alpha Vinyl QST | Quick-Step Alpha Vinyl QST |
| -------------------------- | -------------------------- | -------------------------- |
| Núm                        | Ciclista                   | Pos                        |
| 171                        | Mark Cavendish (GBR)       | 145è                       |
| 172                        | Davide Ballerini (ITA)     | 99è                        |
| 173                        | James Knox (GBR)           | 81è                        |
| 174                        | Michael Mørkøv (DEN)       | NP-7                       |
| 175                        | Mauro Schmid (SUI)         | 75è                        |
| 176                        | Pieter Serry (BEL)         | 148è                       |
| 177                        | Bert Van Lerberghe (BEL)   | 146è                       |
| 178                        | Mauri Vansevenant (BEL)    | 30è                        |

| BikeExchange-Jayco BEX | BikeExchange-Jayco BEX        | BikeExchange-Jayco BEX |
| ---------------------- | ----------------------------- | ---------------------- |
| Núm                    | Ciclista                      | Pos                    |
| 181                    | Simon Yates (GBR)             | DNF-17                 |
| 182                    | Lawson Craddock (USA) (crono) | 107è                   |
| 183                    | Lucas Hamilton (AUS)          | 13è                    |
| 184                    | Michael Hepburn (AUS)         | 112è                   |
| 185                    | Damien Howson (AUS)           | 33è                    |
| 186                    | Christopher Juul-Jensen (DEN) | 93è                    |
| 187                    | Callum Scotson (AUS)          | 80è                    |
| 188                    | Matteo Sobrero (ITA) (crono)  | 70è                    |

| Team DSM DSM | Team DSM DSM          | Team DSM DSM |
| ------------ | --------------------- | ------------ |
| Núm          | Ciclista              | Pos          |
| 191          | Romain Bardet (FRA)   | DNF-13       |
| 192          | Thymen Arensman (NED) | 18è          |
| 193          | Cees Bol (NED)        | NP-14        |
| 194          | Romain Combaud (FRA)  | 104è         |
| 195          | Alberto Dainese (ITA) | 122è         |
| 196          | Nico Denz (GER)       | 111è         |
| 197          | Chris Hamilton (AUS)  | 39è          |
| 198          | Martijn Tusveld (NED) | 43è          |

| Trek-Segafredo TFS | Trek-Segafredo TFS      | Trek-Segafredo TFS |
| ------------------ | ----------------------- | ------------------ |
| Núm                | Ciclista                | Pos                |
| 201                | Giulio Ciccone (ITA)    | 25è                |
| 202                | Dario Cataldo (ITA)     | 73è                |
| 203                | Mattias Skjelmose (DEN) | 40è                |
| 204                | Juan Pedro López (ESP)  | 10è                |
| 205                | Bauke Mollema (NED)     | 26è                |
| 206                | Jacopo Mosca (ITA)      | 103è               |
| 207                | Edward Theuns (BEL)     | 131è               |
| 208                | Otto Vergaerde (BEL)    | 119è               |

| UAE Team Emirates UAD | UAE Team Emirates UAD                 | UAE Team Emirates UAD |
| --------------------- | ------------------------------------- | --------------------- |
| Núm                   | Ciclista                              | Pos                   |
| 211                   | João Almeida (POR) (crono)            | NP-18                 |
| 212                   | Rui Oliveira (POR)                    | 141è                  |
| 213                   | Rui Alberto Faria da Costa (POR)      | 44è                   |
| 214                   | Alessandro Covi (ITA)                 | 45è                   |
| 215                   | Davide Formolo (ITA)                  | 36è                   |
| 216                   | Fernando Gaviria Rendón (COL)         | 128è                  |
| 217                   | Maximiliano Richeze Araquistain (ARG) | 142è                  |
| 218                   | Diego Ulissi (ITA)                    | 37è                   |